# Mesopotamocnus
Mesopotamocnus — це вимерлий рід наземних лінивців мегалоніхід, який мешкав у пізньому міоцені на території сучасної Аргентини. Скам'янілості були знайдені в формації Ituzaingó в Аргентині.

## Етимологія
Родова назва, Mesopotamocnus, походить від «Mesopotam», від його географічного походження, Месопотамії, що, у свою чергу, означає «між річками» грецькою мовою, та -ocnus, що означає «лінивий» або «повільний», який зазвичай використовується для назви вимерлих лінивці. Видова назва, brevirostrum, означає «коротка морда».

## Таксономія
Mesopotamocnus (як "Ortotherium" brevirostrum) спочатку був віднесений до Nothrotheriidae, однак рід Ortotherium наразі вважається мегалоніхідом, не відносячи його до певної клади, такої як Ortotheriinae, Megalocninae або Megalonychinae. Крім того, більшість родів і видів, які традиційно вважалися нотротеріями, тепер вважаються членами Nothrotheriinae, таких як Nothrotherium, Nothropus, Pronothrotherium, Nothrotheriops, Mionothropus, або як базальні Megatherioidea, такі як Hapalops, Schismotherium, Pelecyodon.